# Sorkheh (shahrestan)
Sorkheh (persiska: شهرستان سرخه, سرخه) är en delprovins (shahrestan) i Iran.   Den ligger i provinsen Semnan, i den centrala delen av landet, 180 km sydost om huvudstaden Teheran.
Delprovinsen hade 15 523 invånare 2016.